# Maxim Martsinkevitch
Pour les articles homonymes, voir Martsinkevitch.
Maxim Martsinkevitch  (en russe : Макси́м Сергее́вич Марцинке́вич, Maksim Sergueïevitch Martsinkevitch), mieux connu sous le nom de Tesak ( en russe тесак, “couperet” en français), né le 8 mai 1984 dans la région de Moscou (URSS) et mort le 16 septembre 2020 à Tcheliabinsk (Russie), est un militant néo-nazi russe, leader des organisations d'extrême droite Format18 (en) et Occupy Pedophilia

## Biographie
Maxim Martsinkevitch entreprend des études d'architecture avant de se consacrer à la politique. Il devient alors le leader de Format18 (en), qui se fait connaître par ses vidéos incitant à la haine contre les sans abri, les travailleurs immigrés et les antifascistes. Arrêté en 2007 pour incitation à la haine raciale, il est condamné par la justice russe à 3 ans de prison ferme et son organisation est officiellement dissoute[réf. nécessaire].
Libéré en 2010[réf. nécessaire], Maxim Martsinkevitch reprend ses activités auprès de l'extrême-droite. En 2013, il fonde Occupy Pedophilia, une organisation qui s'en prend violemment aux homosexuels (et bisexuels) russes sous couvert de lutter contre la pédophilie. Maxim Martsinkevitch et ses partisans se donnent alors pour mission de séquestrer des personnes LGBT contactées via internet, de les humilier (en les rasant, les obligeant à boire de l'urine ou en leur peignant des arcs-en-ciel ou des étoiles de David sur le corps), de les battre en les filmant et de diffuser leur identité auprès de leurs familles et de leurs employeurs,,. Ils agressent également des dealers de drogue.
Poursuivi par la justice russe en novembre 2013 après avoir torturé un jeune gay d'origine irakienne en Ukraine, Maxim Martsinkevitch s'enfuit en Thaïlande puis à Cuba, où il est finalement arrêté puis extradé. Il est condamné à 5 ans de prison dans une colonie pénitentiaire le 15 août 2014. Le 11 novembre 2014, ses avocats font appel du jugement et la cour a réduit sa peine à 2 ans et 10 mois. Le 27 juin 2017, le tribunal du district de Babushkinsky de Moscou a condamné Martsinkevitch à dix ans de colonie de travail correctif à régime strict pour son implication dans des attaques visant des revendeurs de cannabinoïdes synthétiques.
Le 16 septembre 2020, plusieurs agences de presse (dont TASS et RIA Novosti) annoncent le suicide de Maxim Martsinkevitch dans sa cellule d'isolement de la prison de Tcheliabinsk. Une lettre d'adieu aurait été retrouvée. Les enquêteurs ont ouvert une enquête préliminaire sur sa mort. Il devait se rendre à Moscou pour être interrogé dans le cadre d'une affaire pénale datant de 1999,. Il avait 36 ans. L'enterrement de Martsinkevitch au cimetière de Kuntsevo à Moscou a réuni entre 2 000 et 4 500 personnes,. L'explication officielle de sa mort comme suicide a été contestée par son avocat , et par de multiples commentateurs, à la fois sympathisants ou détracteurs du défunt. Son avocat laisse entendre que son client aurait pu être assassiné pour l’empêcher de témoigner au procès d’une affaire remontant à 1999, à Moscou, où il était attendu dans les prochains jours